# 坪輋

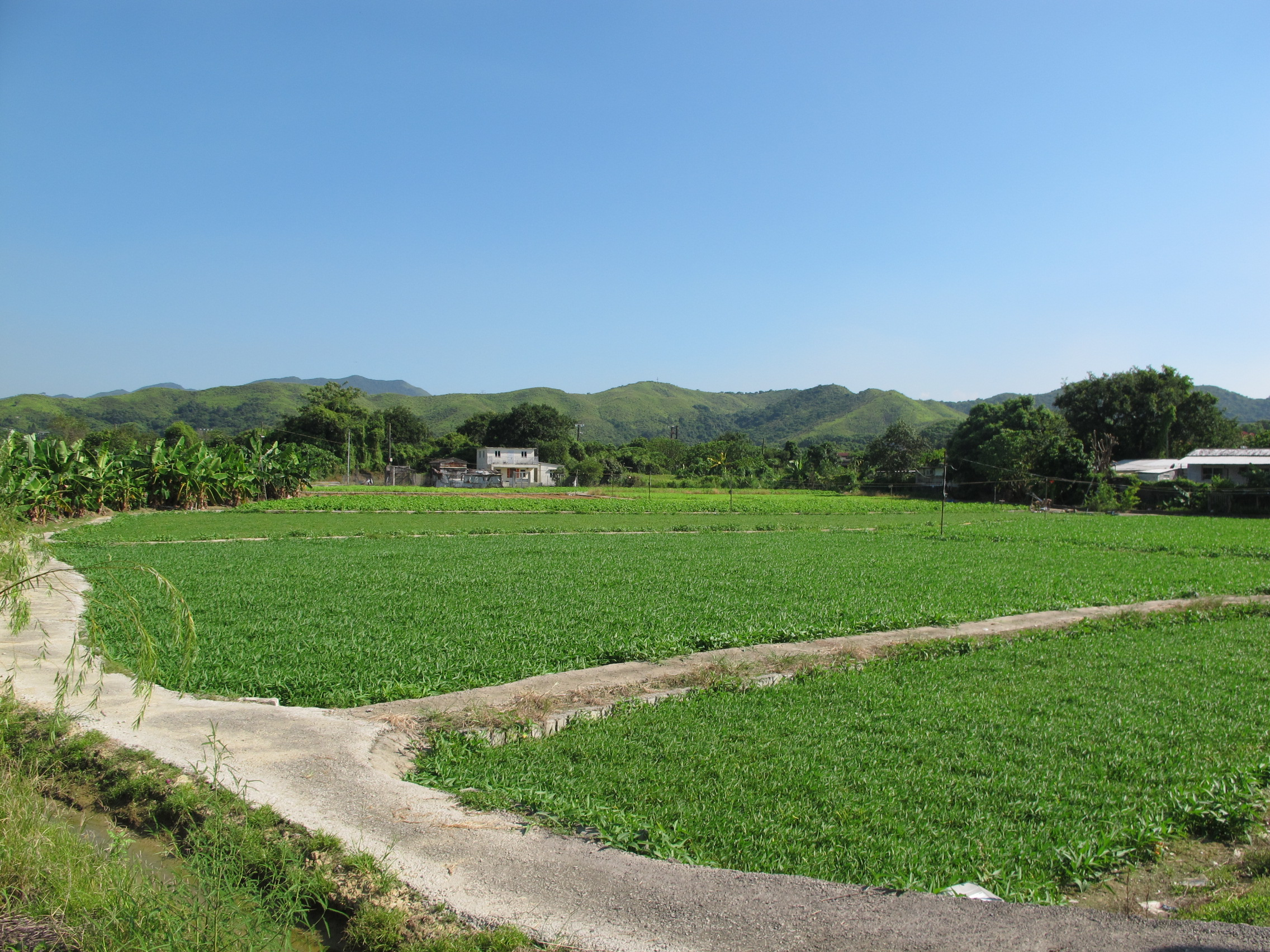
坪輋的農田

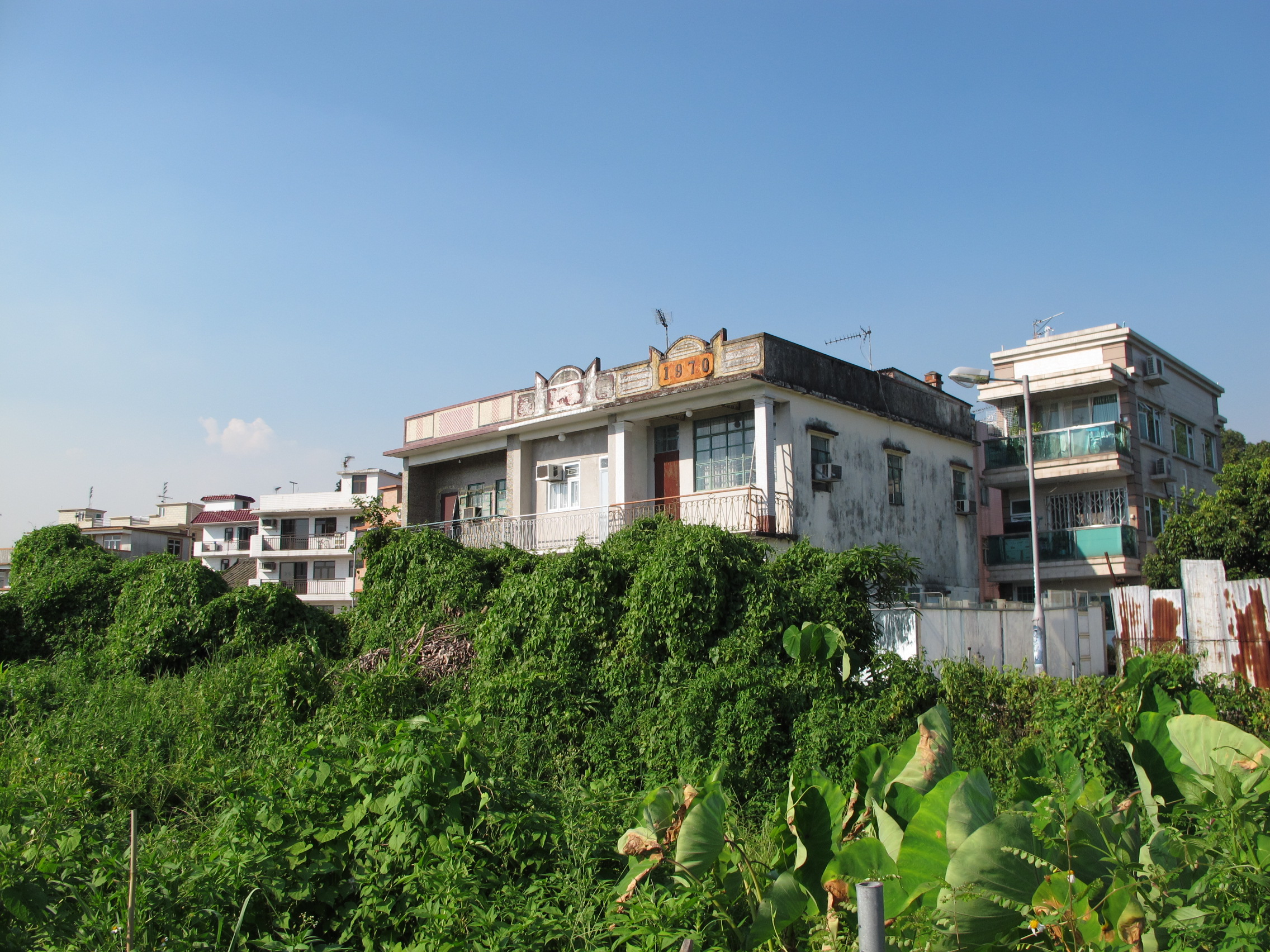
坪輋一帶原居民的村屋

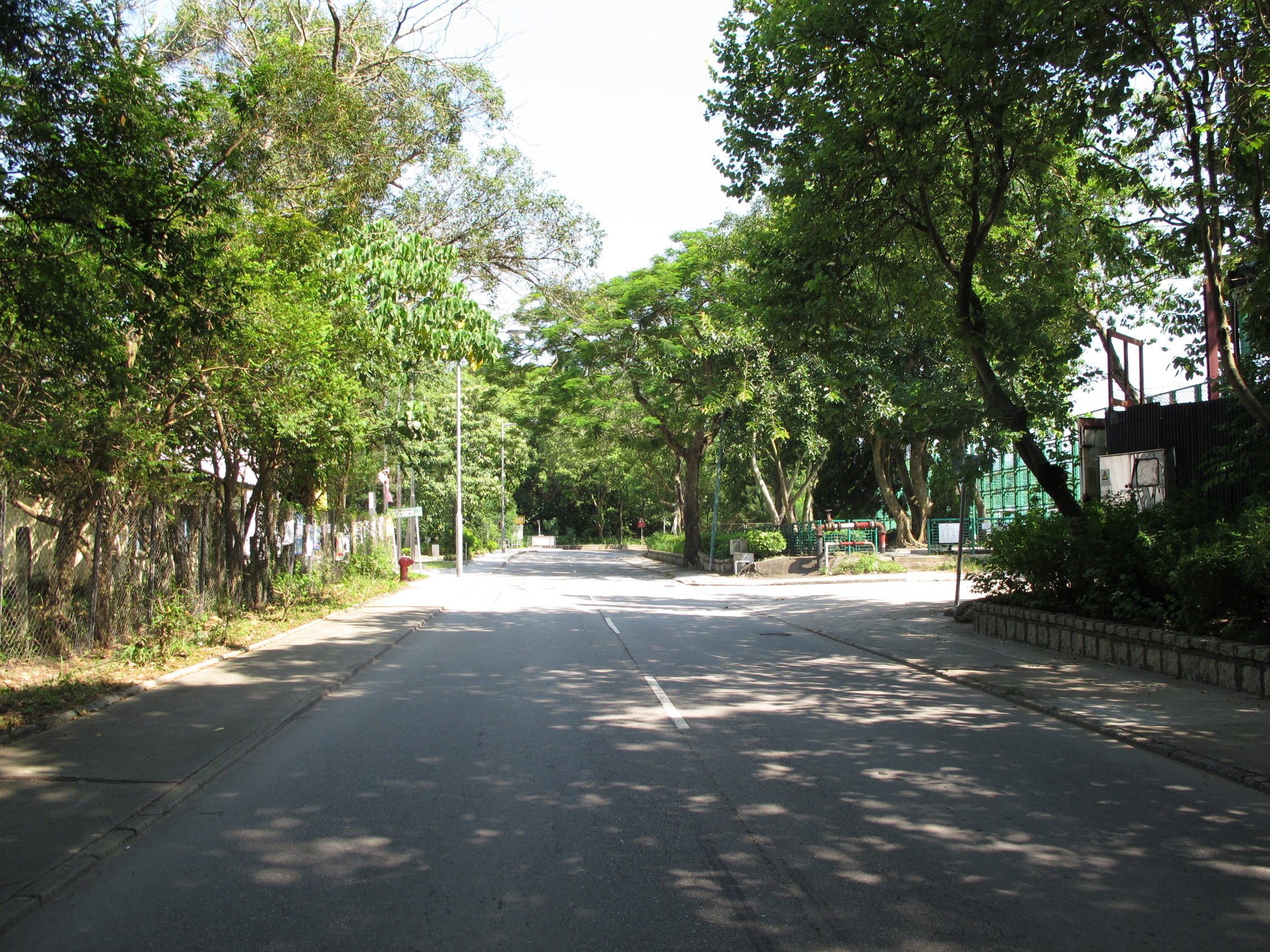
坪輋路

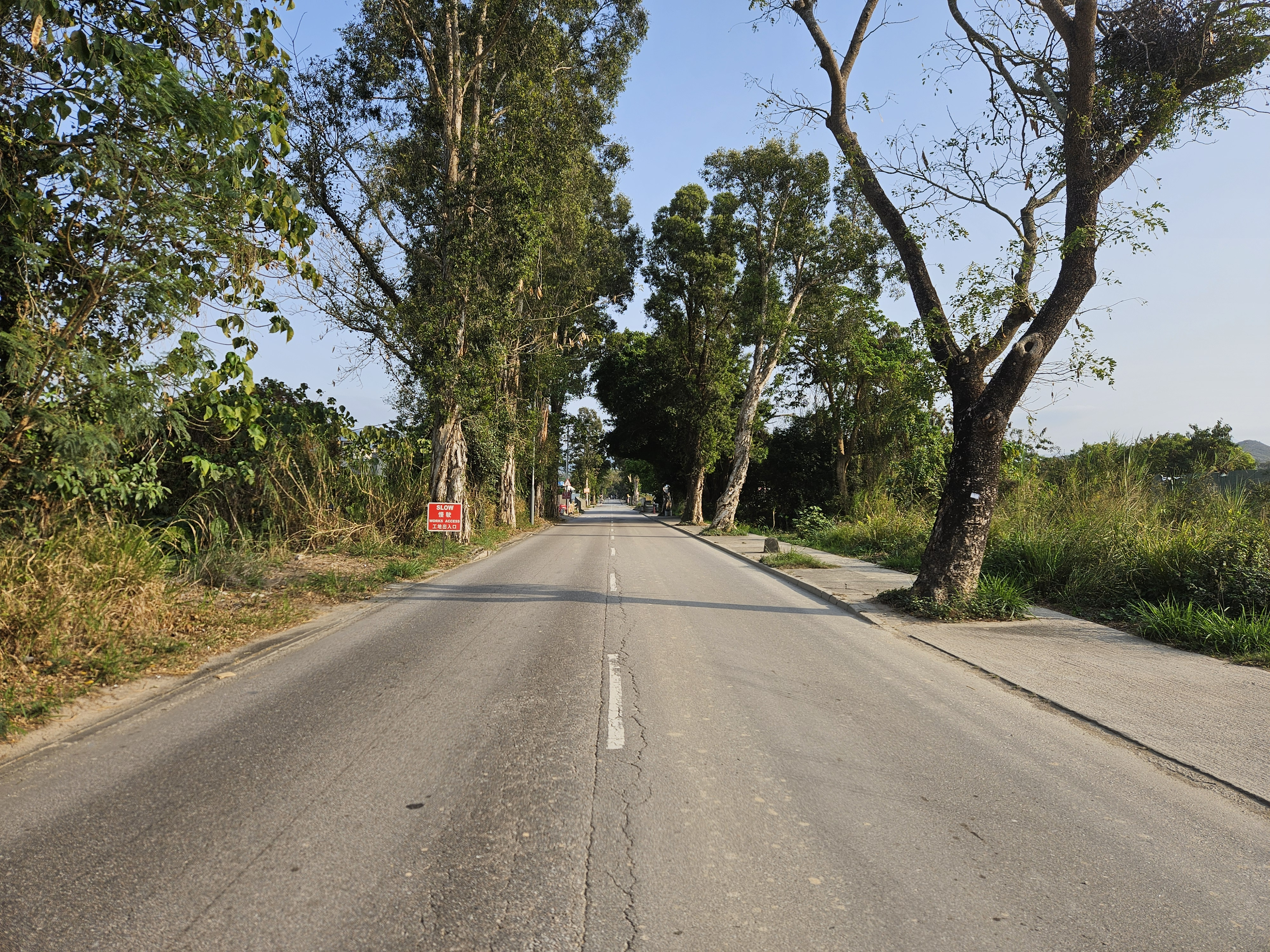
坪輋路近簡頭圍

坪輋（英語：Ping Che）是香港的一個地方，位於新界北區粉嶺東北一帶，打鼓嶺以南、軍地以北的位置。
坪輋在昔日是輋族的居住地之一，而「坪」是指地方較平坦，因此稱為坪輋。現時有18個有機農場，其中禾徑山村的風水林，有多棵大樟樹，當中兩棵被行山人士譽為禾徑山神木，據稱樹齡達四百年。

## 著名地點
- 香港浸會園
- 坪洋學校：建於1950年代，佔地2萬平方米，2007年關閉。由於以前是墓地或亂葬崗，因此學校鬼古連篇。
- 長山古寺：位於禾徑山廟徑，有近200百多年歷史，已列為法定古蹟。廟徑過去曾是旅客經沙頭角前往深圳的必經之路。
- 雲泉仙館
- 坪源天后古廟

## 未來發展
政府本打算在坪輋建特殊工業及中低密度新發展區，到2013年修訂東北發展計劃，將坪輋押後發展。

## 交通
- 粉嶺港鐵站設52K小巴來往粉嶺至坪輋。[2]
- 另外可以在上水港鐵站搭乘九巴79K線前往。

## 區議會議席分佈
由於坪輋人口不足以成為一個區議會選區，所以往往跟鄰近的沙頭角、打鼓嶺等鄉村範圍劃為同一個選區。
| 範圍 / 年度 | 2000-2003 | 2004-2007 | 2008-2011 | 2012-2015 | 2016-2019 | 2020-2023 |
| ----------- | --------- | --------- | --------- | --------- | --------- | --------- |
| 整個坪輋    | 沙打選區  | 沙打選區  | 沙打選區  | 沙打選區  | 沙打選區  | 沙打選區  |